# Бесхиггсовские модели
Бесхи́ггсовские моде́ли — в физике элементарных частиц теоретические построения, объясняющие появление масс частиц Стандартной модели без постулирования существования бозона Хиггса (см. Механизм Хиггса).

## Примеры бесхиггсовских моделей
- Риббонная модель С. Бильсона-Томпсона (Sundance Bilson-Thompson), основанная на топологической теории кос и петлевой квантовой гравитации[2][3].
- Модели техницвета объясняют нарушение симметрии электрослабых взаимодействий через новые калибровочно-инвариантные взаимодействия, изначально введённые в квантовой хромодинамике.[4][5]
- Модель конденсата топ-кварков[англ.], заменяющая бозон Хиггса парой t-кварк—t-антикварк.
- Модель нового сильного взаимодействия при 1 ТэВ, построенного аналогично обычному сильному взаимодействию при 1 ГэВ[6].

## Подтверждение
4 июля 2012 года учёные CERN объявили об открытии  тяжёлого бозона, претендующего на роль бозона Хиггса. Однако этот бозон также может быть интерпретирован как компонент и бесхигссовых моделей.